# 2016–2017-es Formula–E bajnokság

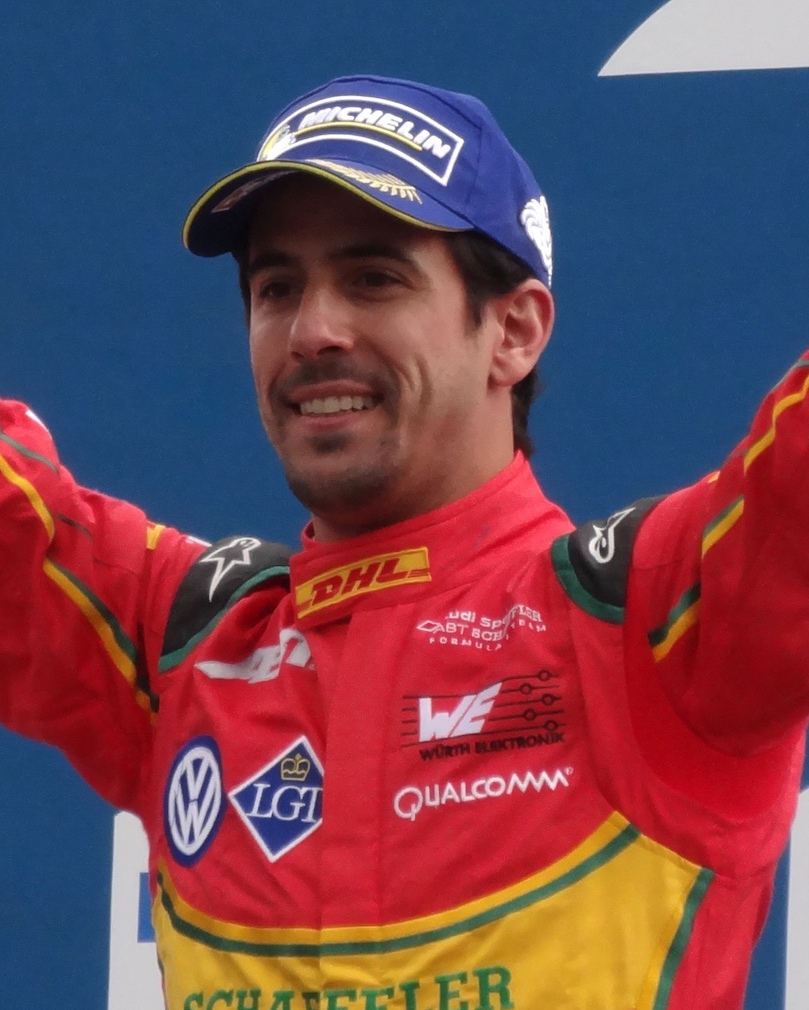
Lucas di Grassi, a világbajnokság győztese.

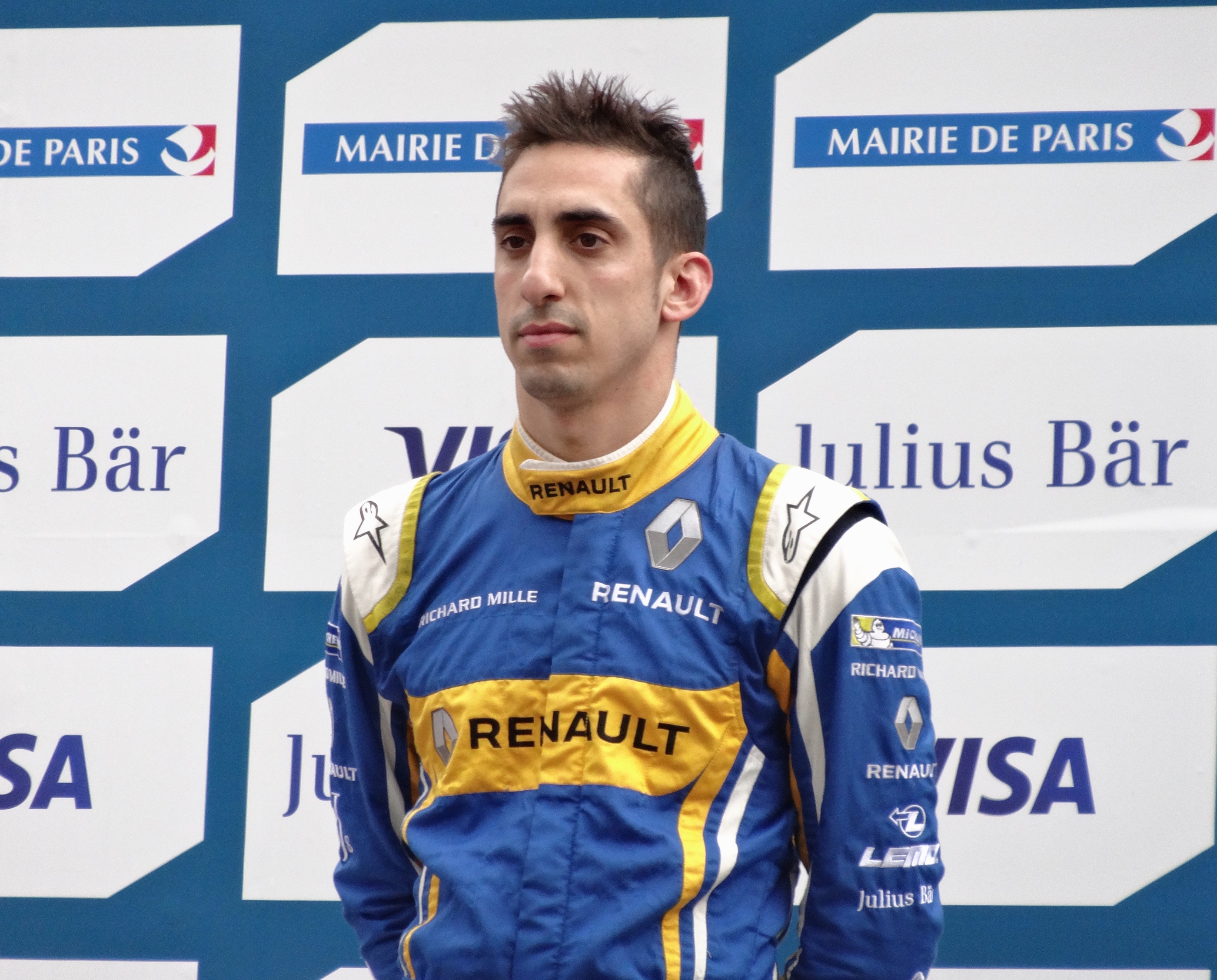
Sébastien Buemi címvédőként második lett a pontversenyben.

A 2016–2017-es Formula–E bajnokság volt az elektromos autók Formula–E bajnokságának harmadik szezonja. 2016. október 8-án kezdődött Hongkongban, és 2017 júliusában az Kanadábanban, Montréalban ért véget.  A szezon 12 nagydíjból állt, amelyeken 10 csapat 20 autóval indult el.
A címvédő Sébastien Buemi volt, csakúgy mint csapata, az e.dams Renault. A bajnoki címet Lucas di Grassi szerezte meg.

## Szabályváltozások
- A leggyorsabb körért ettől a szezontól csak egy pont járt.[3]
- Az autók maximális teljesítményét 200 KW-ban határozták meg[4]
- Az autók maximális súlya 880 kg-ra nőtt
- Az akkumulátorok súlya 200 kg-ról 230 kg-ra emelkedett[5]
- Az autók kinézete egy új, első szárnnyal bővült.

## Csapatok és versenyzők
| Csapat                         | Gyártó               | Motorszállító          | Rajtszám | Versenyző              | Fordulók   |
| ------------------------------ | -------------------- | ---------------------- | -------- | ---------------------- | ---------- |
| DS Virgin Racing               | Spark-Citroën        | Virgin DSV-02          | 2        | Sam Bird               | Összes     |
| DS Virgin Racing               | Spark-Citroën        | Virgin DSV-02          | 37       | José María López       | 1-8, 11-12 |
| DS Virgin Racing               | Spark-Citroën        | Virgin DSV-02          | 37       | Alex Lynn              | 9-10       |
| NextEV NIO                     | Spark-NEXTEV         | NEXTEV TCR Formula 002 | 3        | Nelson Piquet Jr.      | Összes     |
| NextEV NIO                     | Spark-NEXTEV         | NEXTEV TCR Formula 002 | 88       | Oliver Turvey          | Összes     |
| Venturi Formula E Team         | Spark-Venturi        | Venturi VM200-FE-02    | 4        | Stéphane Sarrazin      | 1-6        |
| Venturi Formula E Team         | Spark-Venturi        | Venturi VM200-FE-02    | 4        | Tom Dillmann           | 7-12       |
| Venturi Formula E Team         | Spark-Venturi        | Venturi VM200-FE-02    | 5        | Maro Engel             | 1-5, 7-12  |
| Venturi Formula E Team         | Spark-Venturi        | Venturi VM200-FE-02    | 5        | Tom Dillmann           | 6          |
| Faraday Future Dragon Racing   | Spark-Penske         | Penske 701-EV          |          |                        |            |
| Faraday Future Dragon Racing   | Spark-Penske         | Penske 701-EV          | 6        | Loïc Duval             | 1-5, 7-12  |
| Faraday Future Dragon Racing   | Spark-Penske         | Penske 701-EV          | 6        | Mike Conway            | 6          |
| Faraday Future Dragon Racing   | Spark-Penske         | Penske 701-EV          | 7        | Jérôme d’Ambrosio      | Összes     |
| e.dams Renault                 | Spark-Renault        | Renault Z.E 16         | 8        | Nicolas Prost          | Összes     |
| e.dams Renault                 | Spark-Renault        | Renault Z.E 16         | 9        | Sébastien Buemi        | 1-8, 11-12 |
| e.dams Renault                 | Spark-Renault        | Renault Z.E 16         | 9        | Pierre Gasly           | 9-10       |
| ABT Schaeffler Audi Sport      | Spark-Abt Sportsline | ABT Schaeffler FE02    | 11       | Lucas di Grassi        | Összes     |
| ABT Schaeffler Audi Sport      | Spark-Abt Sportsline | ABT Schaeffler FE02    | 66       | Daniel Abt             | Összes     |
| Mahindra Racing Formula E Team | Spark-Mahindra       | Mahindra M3ELECTRO     | 19       | Felix Rosenqvist       | Összes     |
| Mahindra Racing Formula E Team | Spark-Mahindra       | Mahindra M3ELECTRO     | 23       | Nick Heidfeld          | Összes     |
| Panasonic Jaguar Racing        | Spark-Jaguar         | Jaguar I-Type 1        | 20       | Mitch Evans            | Összes     |
| Panasonic Jaguar Racing        | Spark-Jaguar         | Jaguar I-Type 1        | 47       | Adam Carroll           | Összes     |
| Techeetah                      | Spark-Renault        | Renault Z.E 16         | 25       | Jean-Éric Vergne       | Összes     |
| Techeetah                      | Spark-Renault        | Renault Z.E 16         | 33       | Ma Csing-hua           | 1-3        |
| Techeetah                      | Spark-Renault        | Renault Z.E 16         | 33       | Esteban Gutiérrez      | 4-6        |
| Techeetah                      | Spark-Renault        | Renault Z.E 16         | 33       | Stephane Sarrazin      | 7-12       |
| MS Amlin Andretti              | Spark-Andretti       | ATEC-02                | 27       | Robin Frijns           | Összes     |
| MS Amlin Andretti              | Spark-Andretti       | ATEC-02                | 28       | António Félix da Costa | Összes     |

### Átigazolások

#### Csapatváltások
- António Félix da Costa; Team Aguri pilóta → MS Amlin Andretti pilóta[45]
- Jean-Éric Vergne; DS Virgin Racing pilóta → Techeetah pilóta[38]
- Ma Csing-hua; Team Aguri pilóta → Techeetah pilóta[38]

#### Újonc pilóták
- Felix Rosenqvist; Indy Lights, Belardi Auto Racing pilóta → Mahindra Racing pilóta[28]
- Maro Engel; FIA GT World Cup, Mercedes–AMG pilóta → Venturi pilóta[15]
- José María López; WTCC, Citroën Racing pilóta → DS Virgin Racing pilóta[6]
- Mitch Evans; GP2, Campos Racing pilóta → Jaguar Racing pilóta
- Adam Carroll Brit GT bajnokság, FF Corse pilóta → Jaguar Racing pilóta

#### Távozó pilóták
- Bruno Senna; Mahindra Racing pilóta → WEC, RGR Sport by Morand pilóta
- Simona de Silvestro; Amlin Andretti pilóta → Supercars Championship, Nissan Motorsport pilóta
- Mike Conway; Venturi pilóta → WEC, Toyota Gazoo Racing pilóta

#### Új csapatok
- Jaguar Racing
- Techeetah (a Team Aguriból a CMC felvásárlásával)

#### Távozó csapatok
- Trulli GP

## Versenynaptár
Az FIA 2016 júliusában hagyta jóvá a 2016-17-es bajnokság menetrendjét. A versenynaptár bővülése nyomán új helyszínként mutatkozik be Hongkong (Hongkong), Marokkó (Marrákes), Belgium (Brüsszel) és Kanada (Montréal), míg Oroszországban (Moszkva) és Uruguayban (Punta del Este) ebben az idényben nem rendeznek futamot. Monaco egy év kihagyás után került vissza a sorozat helyszínei közé, míg Londonnak új helyszínt kell keresnie, miután a Battersea Park elveszítette a rendezési jogot.
| #       | Ország                    | Város        | Pálya                                             | Dátum              | Kép |
| ------- | ------------------------- | ------------ | ------------------------------------------------- | ------------------ | --- |
| 1       | Hongkong                  | Hongkong     | Hong Kong Central Harbourfront Circuit            | 2016. október 9.   |     |
| 2       | Marokkó                   | Marrákes     | Circuit International Automobile Moulay El Hassan | 2016. november 12. |     |
| 3       | Argentína                 | Buenos Aires | Puerto Madero Street Circuit                      | 2017. február 18.  |     |
| 4       | Mexikó                    | Mexikóváros  | Autódromo Hermanos Rodríguez                      | 2017. április 1.   |     |
| 5       | Monaco                    | Monaco       | Circuit de Monaco                                 | 2017. május 13.    |     |
| 6       | Franciaország             | Párizs       | Paris Street Circuit                              | 2017. május 20.    |     |
| 7       | Németország               | Berlin       | Berlin Street Circuit                             | 2017. június 10.   |     |
| 8       | Németország               | Berlin       | Berlin Street Circuit                             | 2017. június 11.   |     |
| 9       | Amerikai Egyesült Államok | New York     | Brooklyn Street Circuit                           | 2017. július 15.   |     |
| 10      | Amerikai Egyesült Államok | New York     | Brooklyn Street Circuit                           | 2017. július 16.   |     |
| 11      | Kanada                    | Montréal     | Montreal Street Circuit                           | 2017. július 29.   |     |
| 12      | Kanada                    | Montréal     | Montreal Street Circuit                           | 2017. július 30.   |     |
| Forrás: |                           |              |                                                   |                    |     |

Kiemelt jelzi a fővárost az adott országban.

## Összefoglaló
| #  | Helyszín     | Pole-pozíció       | Leggyorsabb kör  | Győztes pilóta   | Győztes konstruktőr            | Összefoglaló | Listavezető     | Előny |
| -- | ------------ | ------------------ | ---------------- | ---------------- | ------------------------------ | ------------ | --------------- | ----- |
| 1  | Hongkong     | Nelson Piquet, Jr. | Felix Rosenqvist | Sébastien Buemi  | e.dams Renault                 | Összefoglaló | Sébastien Buemi | 7     |
| 2  | Marrákes     | Felix Rosenqvist   | Loïc Duval       | Sébastien Buemi  | e.dams Renault                 | Összefoglaló | Sébastien Buemi | 22    |
| 3  | Buenos Aires | Lucas di Grassi    | Felix Rosenqvist | Sébastien Buemi  | e.dams Renault                 | Összefoglaló | Sébastien Buemi | 29    |
| 4  | Mexikóváros  | Oliver Turvey      | Sébastien Buemi  | Lucas di Grassi  | ABT Schaeffler Audi Sport      | Összefoglaló | Sébastien Buemi | 5     |
| 5  | Monte-Carlo  | Sébastien Buemi    | Sam Bird         | Sébastien Buemi  | e.dams Renault                 | Összefoglaló | Sébastien Buemi | 15    |
| 6  | Párizs       | Sébastien Buemi    | Sam Bird         | Sébastien Buemi  | e.dams Renault                 | Összefoglaló | Sébastien Buemi | 43    |
| 7  | Berlin       | Lucas di Grassi    | Mitch Evans      | Felix Rosenqvist | Mahindra Racing Formula E Team | Összefoglaló | Sébastien Buemi | 22    |
| 8  | Berlin       | Felix Rosenqvist   | Maro Engel       | Sébastien Buemi  | e.dams Renault                 | Összefoglaló | Sébastien Buemi | 32    |
| 9  | New York     | Alex Lynn          | Maro Engel       | Sam Bird         | DS Virgin Racing               | Összefoglaló | Sébastien Buemi | 20    |
| 10 | New York     | Sam Bird           | Daniel Abt       | Sam Bird         | DS Virgin Racing               | Összefoglaló | Sébastien Buemi | 10    |
| 11 | Montréal     | Lucas di Grassi    | Loïc Duval       | Lucas di Grassi  | ABT Schaeffler Audi Sport      | Összefoglaló | Lucas di Grassi | 18    |
| 12 | Montréal     | Felix Rosenqvist   | Nicolas Prost    | Jean-Éric Vergne | Techeetah                      | Összefoglaló | Lucas di Grassi | 24    |

## A bajnokság állása

### Pontozás
| Helyezés | 1. | 2. | 3. | 4. | 5. | 6. | 7. | 8. | 9. | 10. | Pole | LK |
| Pont     | 25 | 18 | 15 | 12 | 10 | 8  | 6  | 4  | 2  | 1   | 3    | 1  |

### Versenyzők
| Helyezés | Versenyző              | HKG | MAR | BUE | MEX | MON  | PAR  | BER  | BER | NYC | NYC | MNT  | MNT | Pont |
| -------- | ---------------------- | --- | --- | --- | --- | ---- | ---- | ---- | --- | --- | --- | ---- | --- | ---- |
| 1        | Lucas di Grassi        | 2*  | 5*  | 3*  | 1   | 2*   | Ki   | 2*   | 3*  | 4*  | 5*  | 1*   | 7*  | 181  |
| 2        | Sébastien Buemi        | 1*  | 1*  | 1*  | 13  | 1*   | 1*   | Kiz* | 1*  |     |     | Kiz* | 11* | 157  |
| 3        | Felix Rosenqvist       | 15  | 3   | 18  | 16† | 6    | 4    | 1    | 2   | 15  | 2   | 9    | 2   | 127  |
| 4        | Sam Bird               | 13  | 2   | Ki  | 3   | Ki   | 16   | 7    | 7   | 1   | 1   | 5    | 4   | 122  |
| 5        | Jean-Éric Vergne       | Ki  | 8   | 2   | 2   | Ki   | Ki   | 8    | 6   | 2*  | 8   | 2*   | 1   | 117  |
| 6        | Nicolas Prost          | 4   | 4   | 4   | 5   | 9    | 5    | 5    | 8   | 8   | 6   | 6    | Ki  | 93   |
| 7        | Nick Heidfeld          | 3   | 9   | 15  | 12  | 3    | 3    | 3    | 10  | Ki  | 3*  | Ki   | 5   | 88   |
| 8        | Daniel Abt             | Ki  | 6*  | 7*  | 7*  | 7    | 13†* | 6*   | 4*  | 14* | Hn* | 4    | 6*  | 67   |
| 9        | José María López       | Ki* | 10  | 10  | 6   | Ki   | 2    | 4    | 5   |     |     | Ki   | 3   | 65   |
| 10       | Stéphane Sarrazin      | 10  | 12  | 12  | 15  | 15†* | 10   | 11   | 14  | 3   | 12† | 3    | 8   | 36   |
| 11       | Nelson Piquet, Jr.     | 11  | 16  | 5   | 9   | 4    | 7    | 12   | 12  | 11  | 16† | 13   | 16  | 33   |
| 12       | Oliver Turvey          | 8   | 7   | 9   | Ki  | 13   | 11   | 10   | 9   | 6   | 14  | 15   | 17  | 26   |
| 13       | Robin Frijns           | 6   | 11  | 14  | 11  | 12   | 6    | 17   | 18  | 9   | 9   | 8    | 13  | 24   |
| 14       | Mitch Evans            | Ki  | 17  | 13  | 4   | 10   | 9    | Hn   | 17  | Ki  | Ki  | 7    | 12  | 22   |
| 15       | Loïc Duval             | 14  | 18  | 6   | Ki  | Ki   |      | 15   | Hn  | 5   | 13  | Ki   | 19† | 20   |
| 16       | Pierre Gasly           |     |     |     |     |      |      |      |     | 7   | 4   |      |     | 18   |
| 17       | Maro Engel             | 9   | Ki  | Ki  | Ki  | 5    |      | 9    | Hn  | Ki  | Ki  | 12   | 18  | 16   |
| 18       | Jérôme d’Ambrosio      | 7   | 13  | 8   | 14  | Ki   | Hn   | 13   | 13  | Ki  | 10  | 11   | 9   | 13   |
| 19       | Tom Dillmann           |     |     |     |     |      | 8    | 18   | 15  | 13  | 7   | 10   | 10  | 12   |
| 20       | António Félix da Costa | 5   | Ki  | 11  | Ki  | 11   | Ki   | 16   | 11  | 12  | 15  | 14   | 15  | 10   |
| 21       | Adam Carroll           | 12  | 14  | 17  | 8   | 14   | 15   | 14   | 16  | 10  | 11  | 16   | 14  | 5    |
| 22       | Esteban Gutiérrez      |     |     |     | 10  | 8    | 12   |      |     |     |     |      |     | 5    |
| 23       | Alex Lynn              |     |     |     |     |      |      |      |     | Ki  | Ki  |      |     | 3    |
|          | Mike Conway            |     |     |     |     |      | 14   |      |     |     |     |      |     | 0    |
|          | Ma Csing-hua           | Ki  | 15  | 16  |     |      |      |      |     |     |     |      |     | 0    |
| Helyezés | Versenyző              | HKG | MAR | BUE | MEX | MON  | PAR  | BER  | BER | NYC | NYC | MNT  | MNT | Pont |

| Szín       | Eredmény                                          |
| ---------- | ------------------------------------------------- |
| Arany      | Győztes                                           |
| Ezüst      | 2. helyezett                                      |
| Bronz      | 3. helyezett                                      |
| Zöld       | Pontot szerzett                                   |
| Kék        | Pont nélkül vagy helyezetlenül ért célba (nc, hn) |
| Lila       | Nem ért célba (ret, ki)                           |
| Piros      | Nem kvalifikálta magát (dnq, nk)                  |
| Piros      | Nem előkvalifikálta magát (dnpq, nek)             |
| Fekete     | Diszkvalifikálták (dsq, kiz)                      |
| Szürke     | Eltiltott, más pilóta versenyzett helyette (et)   |
| Fehér      | Nem indult (dns, ni)                              |
| Világoskék | Pénteki tesztpilóta (td, tp)                      |
| Üres       | Visszalépett (vi)                                 |
| Üres       | Nem gyakorolt (dnp, ne)                           |
| Üres       | Beteg vagy sérült volt (inj, bet, sér, EÜ)        |
| Üres       | Kizárt (ex, kiz)                                  |
| Üres       | Nem érkezett meg (dna, nj)                        |
| Üres       | Törölt futam (T)                                  |

Megjegyzés:
- ‑ Újonc pilóta
- ‑ Visszatérő pilóta

### Csapatok
| Helyezés | Csapat                       | Rajtszám | HKG | MAR | BUE | MEX | MON | PAR | BER | BER | NYC | NYC | MNT | MNT | Pont |
| -------- | ---------------------------- | -------- | --- | --- | --- | --- | --- | --- | --- | --- | --- | --- | --- | --- | ---- |
| 1        | Renault e.Dams               | 8        | 4   | 4   | 4   | 5   | 9   | 5   | 5   | 8   | 8   | 6   | 6   | Ki  | 268  |
| 1        | Renault e.Dams               | 9        | 1   | 1   | 1   | 13  | 1   | 1   | Kiz | 1   | 7   | 4   | Kiz | 11  | 268  |
| 2        | ABT Schaeffler Audi Sport    | 11       | 2   | 5   | 3   | 1   | 2   | Ki  | 2   | 3   | 4   | 5   | 1   | 7   | 248  |
| 2        | ABT Schaeffler Audi Sport    | 66       | Ki  | 6   | 7   | 7   | 7   | 13† | 6   | 4   | 14  | Hn  | 4   | 6   | 248  |
| 3        | Mahindra Racing              | 19       | 15  | 3   | 18  | 16† | 6   | 4   | 1   | 2   | 15  | 2   | 9   | 2   | 215  |
| 3        | Mahindra Racing              | 23       | 3   | 9   | 15  | 12  | 3   | 3   | 3   | 10  | Ki  | 3   | Ki  | 5   | 215  |
| 4        | DS Virgin Racing             | 2        | 13  | 2   | Ki  | 3   | Ki  | 16  | 7   | 7   | 1   | 1   | 5   | 4   | 190  |
| 4        | DS Virgin Racing             | 37       | Ki* | 10  | 10  | 6   | Ki  | 2   | 4   | 5   | Ki  | Ki  | Ki  | 3   | 190  |
| 5        | Techeetah                    | 25       | Ki  | 8   | 2   | 2   | Ki  | Ki  | 8   | 6   | 2   | 8   | 2   | 1   | 156  |
| 5        | Techeetah                    | 33       | Ki  | 15  | 16  | 10  | 8   | 12  | 11  | 14  | 3   | 12  | 3   | 8   | 156  |
| 6        | NextEV NIO                   | 3        | 11  | 16  | 5   | 9   | 4   | 7   | 12  | 12  | 11  | 16† | 13  | 16  | 59   |
| 6        | NextEV NIO                   | 88       | 8   | 7   | 9   | Ki  | 13  | 11  | 10  | 9   | 6   | 14  | 15  | 17  | 59   |
| 7        | MS Amlin Andretti            | 27       | 6   | 11  | 14  | 11  | 12  | 6   | 17  | 18  | 9   | 9   | 8   | 13  | 34   |
| 7        | MS Amlin Andretti            | 28       | 5   | Ki  | 11  | Ki  | 11  | Ki  | 16  | 11  | 12  | 15  | 14  | 15  | 34   |
| 8        | Faraday Future Dragon Racing | 6        | 14  | 18  | 6   | Ki  | Ki  | 14  | 15  | Ki  | 5   | 13  | Ki  | 19† | 33   |
| 8        | Faraday Future Dragon Racing | 7        | 7   | 13  | 8   | 14  | Ki  | Ki  | 13  | 13  | Ki  | 10  | 11  | 9   | 33   |
| 9        | Venturi                      | 4        | 10  | 12  | 12  | 15  | 15† | 10  | 18  | 15  | 13  | 7   | 10  | 10  | 30   |
| 9        | Venturi                      | 5        | 9   | Ki  | Ki  | Ki  | 5   | 8   | 9   | Hn  | Ki  | Ki  | 12  | 18  | 30   |
| 10       | Panasonic Jaguar Racing      | 20       | Ki  | 17  | 13  | 4   | 10  | 9   | Hn  | 17  | Ki  | Ki  | 7   | 12  | 27   |
| 10       | Panasonic Jaguar Racing      | 47       | 12  | 14  | 17  | 8   | 14  | 15  | 14  | 16  | 10  | 11  | 16  | 14  | 27   |
| Helyezés | Csapat                       | Rajtszám | HKG | MAR | BUE | MEX | MON | PAR | BER | BER | NYC | NYC | MNT | MNT | Pont |

Megjegyzés:
- ‑ Újonc csapat